# IV bitwa o Marsa al-Burajka
IV bitwa o Marsa al-Burajka (Bregę) – zbrojne starcie stoczone w dniach 14–21 lipca oraz 9–20 sierpnia 2011 między libijską armią rządową a rebeliantami wspieranymi przez lotnictwo NATO podczas libijskiej wojny domowej na froncie wschodnim.

## Tło
Pierwsze walki o Marsę al-Burajkę odbyły się na początku marca 2011. Wówczas kontrolę na miastem przejęli rebelianci. Dwa tygodnie później miasto odbiły siły rządowe.
Na przełomie marca i kwietnia kolejną ofensywę przeprowadzili rebelianci, początkowo zwycięską, jednak siły rządowe odpowiedziały kontratakiem i od tamtej pory Marsa al-Burajka była miastem frontowym, o którego utrzymanie zmagały się wojska Kaddafiego, a zdobycie rebelianci na froncie wschodnim.
Po trzech miesiącach patowej sytuacji na froncie wschodnim w połowie lipca rebelianci zaatakowali to strategiczne miasto, będące centrum przemysłu naftowego. Decyzja o odbiciu miasta została podjęta po tym, jak 9 lipca lojaliści zaczęli niszczyć instalacje naftowe pod miastem.

## Bitwa
14 lipca rebelianci podjęli szturm na Marsę al-Burajkę. Bojownicy poruszający się czołgami T-72 i T-55, pojazdami opancerzonymi oraz ciężarówkami zaatakowali siły rządowe od wschodu, południa oraz od strony morza. Mimo natowskiej pomocy z powietrza, szturm został odparty. Rebelianci zostali odrzuceni na 20 km od rogatek miasta. W walkach zginęło przynajmniej trzech rebeliantów, a 73 zostało rannych.
15 lipca siły rządowe wysunęły się z Marsy al-Burajki na wschód, by zapobiec ewentualnemu atakowi rebeliantów. Ci faktycznie przygotowali i podjęli drugi atak. Walki toczyły się tym razem na przedpolach miasta. Ciężkie straty ponieśli zarówno lojaliści jak i bojownicy. Z terenów pustynnych rebelianci przedostali się do godz. 22:00 na 2,5 km od miasta. Wojsko ufortyfikowało centrum miasta. Siły opozycji zniszczyły 100 min przeciwpiechotnych pod miastem. Jego obrzeża zostały silnie zaminowane.
Rankiem kolejnego dnia rebelianci przedostali się do rogatek, ale napotkali tam ciężki ostrzał. Broniące miasto wojsko detonowało miny. W czasie walk powstańcy pojmali czterech żołnierzy. Napastnicy podjęli atak w kierunku centrum, jednak natknęli się tam na okopy wypełnione chemicznymi substancjami łatwopalnymi. Ponadto rebelianci z powodu wybuchów setek min nie byli w stanie utrzymać zajętych pozycji, co spowodowało wycofanie się z peryferii miasta. Wieczorny intensywny ogień rakietowy ponownie odrzucił rebeliantów na 20 km od miasta. Tego dnia zginęło 12 rebeliantów, a 178 zostało rannych.
W rejonie Marsy al-Burajki toczyły się 17 lipca ciężkie walki, w których oddziały powstańcze próbowały zająć port położony 20 kilometrów od miasta. Rebelianci przedostali się do dzielnicy mieszkalnej, gdzie toczono zacięte walki uliczne. Siły opozycji zdobyły północno-wschodnie sektory miasta, walki przenosiły się na południowy zachód. Powstańcy czekali na posiłki. Siły wierne Kadafiemu, prowadziły nieustannie ostrzał za pomocą rakiet Grad, co bardzo utrudniało zadanie powstańcom. Zginęło trzech, a ponad 200 rebeliantów zostało rannych.
18 lipca inicjatywę w bitwie przejęli rebelianci, którzy zajęli dzielnicę przemysłową. Rozpoczął się proces oczyszczania miasta z min. Otoczono główny port naftowy z rafinerią i zakładami chemicznymi. Lojaliści kontrolowali centrum, jednak trzon wojska wycofał się w kierunku Ras al-Unuf.
19 lipca w walkach o port naftowy w Bredze zginęło 27 powstańców libijskich, a 83 zostało rannych. Liczba zabitych rebeliantów była tak wysoka, ponieważ napotkali oni silny atak rakietowy. W mieście pozostawało 200 żołnierzy Kaddafiego, którzy bronili centrum. Na pomoc im ruszały posiłki z Ras al-Unuf, jednak zostały one ostrzelane przez śmigłowce NATO. Rebelianci umocnili swe pozycje na południu i wschodzie miasta.
Rebelianci miasto Marsa al-Burajka określili jako wielkie pole minowe. Wycofali się z niego 21 lipca i otoczyli je. Bazę wypadową założono 20 km od miasta w miejscowości Bishr. Rozpoczęto akcje usuwania min z instalacji naftowych, by zapobiec ich wysadzeniu, w przypadku kiedy wojska rządowe przegrałyby bitwę.
28 lipca 2011 w niejasnych okolicznościach w Bengazi zginął dowódca wojsk powstańczych Abd al-Fatah Junis. Generał został aresztowany i wezwany na przesłuchanie w związku z niezdobyciem miasta Marsa al-Burajka. Padły oskarżenia, że prowadził potajemne rozmowy z rządem w Trypolisie i dlatego został zabity przez swoich ludzi.

## Druga ofensywa rebeliantów
6 sierpnia rebelianci ponowili atak na Marsę al-Burajkę. Szturm, stosunkowo słaby ze względu na silne zaminowanie, został wyprowadzony z trzech stron. Podczas niego udało zabezpieczyć się kilka ważnych wzgórz otaczających miasto.
9 sierpnia rebelianci podjęli drugi szturm. Ciężkie walki toczone były na obrzeżach miasta. Zginęło dwóch bojowników, 14 odniosło rany. Część powstańców dostała się do dzielnicy mieszkalnej. Dzień później ciężkie walki toczyły się w dzielnicy mieszkalnej. Obie strony używały artylerii do ostrzeliwania swoich pozycji. Zginęło co najmniej trzech bojowników. 11 sierpnia rebelianci przejęli całkowitą kontrolę na dzielnicą mieszkalną. W bitwie zginęło ośmiu kolejnych powstańców, a 25 zostało rannych. Po stronie armii rządowej nie zanotowano ofiar, jednak 40 żołnierzy zostało otoczonych.
12 sierpnia rebelianci zaniechali atak na dzielnicę przemysłową, która obejmowała terminal ropy naftowej, z powodu silnego zaminowania. Opozycjoniści kontrolujący dzielnicę mieszkalną, próbowali się przedostać do dzielnicy przemysłowej i dlatego w ciągu trzech dni od 13 do 15 sierpnia, saperzy zneutralizowali ponad 3 tys. min. 13 sierpnia w czasie ataku, powstańcy zniszczyli dwa czołgi. W uderzeniu NATO pod Marsą al-Burajką zniszczone zostały dwa pojazdy oraz zabito sześć osób, prawdopodobnie żołnierzy. Wobec tego lojaliści przypuścili szturm na sektor mieszkalny, jednak musieli uznać wyższość bojowników. 14 sierpnia lojaliści podpalili kilka zbiorników z ropą naftową w dzielnicy przemysłowej.
Armia stacjonująca w Syrcie wystrzeliła 15 sierpnia pocisk R-11 w stronę Adżdabii, który spadł bezpiecznie na pustynię 50 km od prawdopodobnego celu. Według zachodnich mediów miała być to demonstracja siły wojska wobec klęsk na froncie.
16 sierpnia w Bredze zginęło 26 rebeliantów, a 40 odniosło rany. 17 sierpnia w czasie walk o miasto zginęło kolejnych 15 osób. 18 sierpnia NRT poinformowała o opanowaniu przez powstańców południowego przedmieścia Marsa al-Burajki, Alargop.
19 sierpnia powstańcy ogłosili także całkowite opanowanie Marsy-al-Burajki. Powstańcy po południu 20 sierpnia wycofali się z przemysłowej części Marsy al-Burajki na skutek intensywnego ostrzału artyleryjskiego; podjęto oblężenie części przemysłowej. W wyniku kontrataku, rebelianci ponownie zdobyli centrum miasta.
U boku rebeliantów działali brytyjscy oraz francuscy agenci, którzy stacjonowali na terenach nieczynnej rafinerii w mieście Az-Zuwajtina pod Marsą al-Burajką. Agenci pomagali powstańcom podczas letniej ofensywy na froncie wschodnim; mieli odegrać także znaczącą rolę podczas bitwy w Trypolisie.